# Bosnia ed Erzegovina ai XXII Giochi olimpici invernali
La Bosnia ed Erzegovina ha partecipato ai XXII Giochi olimpici invernali, che si sono svolti dal 7 al 23 febbraio a Soči in Russia, con una delegazione composta da cinque atleti.

## Biathlon
| Gara                    | Atleta        | Tempo   | Penalità | Posizione |
| ----------------------- | ------------- | ------- | -------- | --------- |
| 7.5 km sprint femminile | Tanja Karišik | 25'06"8 | 2(1+1)   | 78        |
| 15 km femminile         | Tanja Karišik | DNF     | 1        | DNF       |

## Sci alpino

### Uomini
| Gara            | Atleta       | Manche 1 | Manche 1  | Manche 2 | Manche 2  | Totale  | Totale    |
| Gara            | Atleta       | Tempo    | Posizione | Tempo    | Posizione | Tempo   | Posizione |
| --------------- | ------------ | -------- | --------- | -------- | --------- | ------- | --------- |
| Supercombiata   | Igor Laikert | 1'59"76  | 44        | 55"94    | 24        | 2'55"70 | 27        |
| Slalom gigante  | Igor Laikert | DNF      | DNF       | DNF      | DNF       | DNF     | DNF       |
| Slalom gigante  | Marko Rudić  | 1'29"55  | 53        | 1'30"40  | 49        | 2'59"95 | 49        |
| Slalom speciale | Igor Laikert | 54"68    | 52        | DNF      | DNF       | DNF     | DNF       |
| Slalom speciale | Marko Rudić  | DNF      | DNF       | DNF      | DNF       | DNF     | DNF       |
| Discesa libera  | Igor Laikert | n/a      | n/a       | n/a      | n/a       | 2'15"07 | 44        |
| Supergigante    | Igor Laikert | n/a      | n/a       | n/a      | n/a       | 1'24"20 | 50        |

### Donne
| Gara            | Atleta         | Manche 1 | Manche 1  | Manche 2 | Manche 2  | Totale  | Totale    |
| Gara            | Atleta         | Tempo    | Posizione | Tempo    | Posizione | Tempo   | Posizione |
| --------------- | -------------- | -------- | --------- | -------- | --------- | ------- | --------- |
| Slalom gigante  | Žana Novaković | 1'24"54  | 42        | 1'23"24  | 38        | 2'47"78 | 37        |
| Slalom speciale | Žana Novaković | 59"79    | 35        | 56"20    | 25        | 1'55"99 | 26        |

## Sci di fondo

### Distanza
| Gara            | Atleta            | Finale  | Finale   | Finale    |
| Gara            | Atleta            | Tempo   | Distacco | Posizione |
| --------------- | ----------------- | ------- | -------- | --------- |
| 50 km maschile  | Mladen Plakalović | DNF     | DNF      | DNF       |
| 10 km femminile | Tanja Karišik     | 41'34"6 | +13'16"8 | 72        |

### Sprint
| Gara            | Atleta            | Qualificazioni | Qualificazioni | Quarti di finale | Quarti di finale | Semifinale      | Semifinale      | Finale          | Finale          |
| Gara            | Atleta            | Tempo          | Posizione      | Tempo            | Posizione        | Tempo           | Posizione       | Tempo           | Posizione       |
| --------------- | ----------------- | -------------- | -------------- | ---------------- | ---------------- | --------------- | --------------- | --------------- | --------------- |
| Sprint maschile | Mladen Plakalović | 4'40"64        | 82             | non qualificato  | non qualificato  | non qualificato | non qualificato | non qualificato | non qualificato |